# Bagherpara
Bagherpara (en bengali : বাঘারপাড়া) est une upazila du Bangladesh dans le district de Jessore. En 1991, on y dénombrait 216 897 habitants.